# Hutton (East Riding of Yorkshire)
Hutton – osada w Anglii, w hrabstwie East Riding of Yorkshire, w dystrykcie (unitary authority) East Riding of Yorkshire. Leży 13,5 km od miasta Beverley, 25,6 km od miasta Kingston upon Hull i 273,8 km od Londynu. W 2015 miejscowość liczyła 570 mieszkańców. Hutton jest wspomniana w Domesday Book (1086) jako Hotone/Hot(t)une.